# Équipe des Pays-Bas de football à la Coupe du monde 1978
Les Pays-Bas sont finalistes de la Coupe du monde de football de 1978, ils perdent leur deuxième finale d'affilée comme en 1974 contre le pays hôte. Durant la finale contre l'Argentine, le milieu du FC Barcelone Johan Neeskens aura le visage ensanglanté à la suite d'un coup de coude de la part de Daniel Passarella.

## Le parcours qualificatif

### Groupe 4 (zone Europe)
Dans le groupe 4, les Pays-Bas, finalistes malheureux de la dernière édition de la Coupe du monde 1974, terminent facilement en tête de leur poule avec un très bon bilan : 5 victoires pour 1 nul. Ils devancent leur voisin, la Belgique ainsi que l'Irlande du Nord et l'Islande.
| Rang | Équipe          | Pts | J | G | N | P | Bp | Bc | Diff |  | Résultats (▼ dom., ► ext.) |     |     |     |     |
| ---- | --------------- | --- | - | - | - | - | -- | -- | ---- |  | -------------------------- | --- | --- | --- | --- |
| 1    | Pays-Bas        | 11  | 6 | 5 | 1 | 0 | 11 | 3  | +8   |  | Pays-Bas                   |     | 1-0 | 2-2 | 4-1 |
| 2    | Belgique        | 6   | 6 | 3 | 0 | 3 | 7  | 6  | +1   |  | Belgique                   | 0-2 |     | 2-0 | 4-0 |
| 3    | Irlande du Nord | 5   | 6 | 2 | 1 | 3 | 7  | 6  | +1   |  | Irlande du Nord            | 0-1 | 3-0 |     | 2-0 |
| 4    | Islande         | 2   | 6 | 1 | 0 | 5 | 2  | 12 | -10  |  | Islande                    | 0-1 | 0-1 | 1-0 |     |

## Phase finale

### Premier tour - Groupe 4
| Classement du groupe 4 |          |     |   |   |   |   |    |    |      |
|                        | Équipe   | Pts | J | G | N | P | BP | BC | Diff |
| 1                      | Pérou    | 5   | 3 | 2 | 1 | 0 | 7  | 2  | +5   |
| 2                      | Pays-Bas | 3   | 3 | 1 | 1 | 1 | 5  | 3  | +2   |
| 3                      | Écosse   | 3   | 3 | 1 | 1 | 1 | 5  | 6  | -1   |
| 4                      | Iran     | 1   | 3 | 0 | 1 | 2 | 2  | 8  | -6   |

| 3 juin  | Pays-Bas | 3 | 0 | Iran     |
| 3 juin  | Pérou    | 3 | 1 | Écosse   |
| 7 juin  | Pays-Bas | 0 | 0 | Pérou    |
| 7 juin  | Écosse   | 1 | 1 | Iran     |
| 11 juin | Écosse   | 3 | 2 | Pays-Bas |
| 11 juin | Pérou    | 4 | 1 | Iran     |

### Second tour - groupe A
| Classement du groupe A |                      |     |   |   |   |   |    |    |      |
|                        | Équipe               | Pts | J | G | N | P | BP | BC | Diff |
| 1                      | Pays-Bas             | 5   | 3 | 2 | 1 | 0 | 9  | 4  | +5   |
| 2                      | Italie               | 3   | 3 | 1 | 1 | 1 | 2  | 2  | 0    |
| 3                      | Allemagne de l'Ouest | 2   | 3 | 0 | 2 | 1 | 4  | 5  | -1   |
| 4                      | Autriche             | 2   | 3 | 1 | 0 | 2 | 4  | 8  | -4   |

| 14 juin | Italie               | 0 | 0 | Allemagne de l'Ouest |
| 14 juin | Pays-Bas             | 5 | 1 | Autriche             |
| 18 juin | Allemagne de l'Ouest | 2 | 2 | Pays-Bas             |
| 18 juin | Italie               | 1 | 0 | Autriche             |
| 21 juin | Pays-Bas             | 2 | 1 | Italie               |
| 21 juin | Autriche             | 3 | 2 | Allemagne de l'Ouest |

### Finale
| Titulaires : |  |
| |  |
| Ubaldo Fillol · Jorge Olguin · Luis Galván · Daniel Passarella · Alberto Tarantini · Osvaldo Ardiles 66e · Américo Gallego · Oscar Ortiz 75e · Daniel Bertoni · Leopoldo Luque · Mario Kempes · |  |
| Remplaçants : |  |
| Omar Larrosa 66e · René Houseman 75e · |  |
| Entraîneur : |  |
| César Luis Menotti |  |

| Titulaires : |  |
| |  |
| Jan Jongbloed · Jan Poortvliet · Ruud Krol · Ernie Brandts · Wim Jansen 73e · Johan Neeskens · Arie Haan · Willy van de Kerkhof · René van de Kerkhof · Johnny Rep 59e · Robert Rensenbrink · |  |
| Remplaçants : |  |
| Dick Nanninga 59e · Wim Suurbier 73e · |  |
| Entraîneur : |  |
| Ernst Happel |  |

| Titulaires : |  |
| |  |
| Ubaldo Fillol · Jorge Olguin · Luis Galván · Daniel Passarella · Alberto Tarantini · Osvaldo Ardiles 66e · Américo Gallego · Oscar Ortiz 75e · Daniel Bertoni · Leopoldo Luque · Mario Kempes · |  |
| Remplaçants : |  |
| Omar Larrosa 66e · René Houseman 75e · |  |
| Entraîneur : |  |
| César Luis Menotti |  |

| Titulaires : |  |
| |  |
| Jan Jongbloed · Jan Poortvliet · Ruud Krol · Ernie Brandts · Wim Jansen 73e · Johan Neeskens · Arie Haan · Willy van de Kerkhof · René van de Kerkhof · Johnny Rep 59e · Robert Rensenbrink · |  |
| Remplaçants : |  |
| Dick Nanninga 59e · Wim Suurbier 73e · |  |
| Entraîneur : |  |
| Ernst Happel |  |